# To Lefty From Willie
To Lefty From Willie es el vigésimo primer álbum de estudio del músico estadounidense Willie Nelson publicado por la compañía discográfica Columbia Records en junio de 1977. Es un álbum tributo al cantautor Lefty Frizzell que incluyó versiones de sus éxitos, como «I Never Go Around Mirrors (I've Got a Heartache to Hide)» y «That's the Way Love Goes». Alcanzó el segundo puesto en la lista estadounidense de álbumes country y el 91 en la lista general Billboard 200.

## Lista de cancionees
1. "Mom and Dad's Waltz" (Lefty Frizzell) - 3:02
2. "Look What Thoughts Will Do" (Dub Dickerson, Jim Beck, Lefty Frizzell) - 2:42
3. "I Love You a Thousand Ways" (Jim Beck, Lefty Frizzell) - 2:59
4. "Always Late (With Your Kisses)" (Blackie Crawford, Lefty Frizzell) - 2:25
5. "I Want to Be With You Always" (Jim Beck, Lefty Frizzell) - 2:39
6. "She's Gone, Gone, Gone" (Harlan Howard) - 2:31
7. "A Little Unfair" (Chuck Howard, Hank Cochran) - 3:42
8. "I Never Go Around Mirrors (I've Got a Heartache to Hide)" (Lefty Frizzell, Sanger D. Shafer) - 2:34
9. "That's the Way Love Goes" (Lefty Frizzell, Sanger D. Shafer) - 3:11
10. "Railroad Lady" (Jay Walker, Jimmy Buffett) - 2:39

## Personal
- Willie Nelson - voz y guitarra.
- Jody Payne - guitarra.
- Bee Spears - bajo.
- Bobbie Nelson - piano.
- Paul English - batería.
- Mickey Raphael - armónica.

## Posición en listas
| País           | Lista              | Posición |
| -------------- | ------------------ | -------- |
| Estados Unidos | Top Country Albums | 2        |
| Estados Unidos | Billboard 200      | 91       |